# Zákonyi S. Tamás
Zákonyi Sándor Tamás (Budapest, 1965. augusztus 1. –) producer, a Flashback Media Kft. ügyvezető igazgatója.

## Családja
Filmes dinasztia tagja. Édesapja, Zákonyi Rudolf eleinte a Hunnia Filmgyárban felvételvezetőként és vágóként, majd a Magyar Televízió egyik alapítójaként és televíziós rendezőként dolgozott. Nagybátyja, Zákonyi Sándor a felszabadulást követően a Magyar Filmszakma egyik legelismertebb rendezőasszisztense, majd filmvágója volt. Nevéhez fűződik közel 120 magyar játék- és tv-film vágása. Alapítója és első elnöke volt a Magyar Filmszakszervezetnek.

## Életpályája
Zákonyi S. Tamás már gyerekkorában kisebb szinkronszerepeket kapott a Pannónia Filmstúdióban gyermekszereplőként. Itt együtt dolgozott például Berkes Gáborral, Geszti Péterrel és Balázsy Pannával.
1979-től a Toldy Gimnáziumban tanult, majd 1983-tól kezdett dolgozni rendezőasszisztensként, később felvételvezetőként. Számos film- és tévéjáték, tévéműsor közreműködője volt a Magyar Televízió, a Mafilm és a Filmiroda Rt. munkatársaként. A nyolcvanas évek végén az Első Emelet együttes menedzsere lett. Közreműködésével az együttes három aranylemezt készített, négy országos, teltházas turnét szervezett, és több sikeres videoklip is fűződik a tevékenységéhez. 
1990-ben felvételt nyert a Színház- és Filmművészeti Egyetem (akkor Színház- és Filmművészeti Főiskola) gyártásszervező szakára. Még az egyetemi évek alatt megalapította első produkciós cégét, a Flashback Filmgyártó Kft.-t, amellyel eleinte reklámokat, később tévéműsorokat készített. 1993-ban diplomázott, és több jelentős filmgyártó cég, például a Magyar Televízió, a Filmiroda Zrt. és a Focusfilm Kft. munkatársa lett mint gyártásvezető, később producer. 
1997-ben a kereskedelmi televíziók megalakulásakor cégével, a Flashback Filmgyártó Kft.-vel a TV2 számára készülő több gyermekműsor producere, majd a Forró nyomon című oknyomozó riportműsor és a Micuko című szórakoztató műsor beszállító producere lett. Nevéhez fűződik a 2000-ben nagy sikerrel bemutatott Egerszegi című egész estés dokumentumfilm is, mely a világhírű úszónő pályafutását mutatja be.
2004-ben a CBS amerikai tévétársaság számára Jerry Bruckheimer producer cégének megbízásából irányította mint producer az Amazing Race című reality show magyarországi forgatását.
A 2005-ös esztendő hozta egyik legnagyobb szakmai kihívását, hiszen Steven Spielberg öt Oscar-díjra jelölt München című filmjének magyarországi forgatásáért volt felelős helyi producerként. 2006-ban az 1956-os forradalom ötvenedik évfordulójának tiszteletére készült Szabadság, Szerelem című játékfilm producere és gyártója Andy Vajna és Demján Sándor oldalán, amit Goda Krisztina rendezett.
Producerként és gyártásvezetőként 1999-től 2009-ig több mint negyven nemzetközi reklámfilmet gyártott. 
2009-től az HBO magyarországi producereként megalapozta a saját gyártású műsorok mai gyártási struktúráját és elindította az első dokumentumfilmek munkálatait, valamint a Terápia című tévésorozat forgatókönyv-fejlesztését.
2012-ben felkérték a Mafilm Zrt. elnök-vezérigazgatójának. Egy év alatt a csőd szélén álló stúdió helyzetét stabilizálta, majd 2013-ban, a Magyar Nemzeti Filmalapba történt beolvadást követően az általa irányított folyamatosan fejlődő Mafilm igazgatóság jelentős szereplőjévé vált a magyar és a nemzetközi filmgyártásnak. Ezek mellett megtervezte a Mafilm stúdió rövid- és hosszútávú szakmai fejlesztéseit és felújításait, valamint elindította kollégáival az azóta is sikeresen működő oktatási programot is, a Filmesgyakornok.hu-t.
2018 januárjától újra a Flashback-kel kezdett dolgozni, számos filmtervet fejlesztett, valamint a BÚÉK című film producere lett. 
A Színház- és Filmművészeti Egyetem és a Werk Akadémia rendszeres óraadója, korábban a Metropolitan Egyetemen (korábban BKF) tanított BA- és MA-képzéseken. 
A 2021-ben bemutatott - Oscar-díjas rendező Deák Kristóf - Az unoka című filmjének producere.
A 2023 áprilisban bemutatásra kerülő - A nemzet aranyai című - egész estés sport-dokumentumfilm rendező-producere, mely az 1997-2008 között három olimpiai bajnoki címet nyert magyar férfi vízilabda csapatot mutatja be.

## Díjak és egyéb tisztségviselet
- 2005: Az év projektmenedzsere.
- A Magyar Filmakadémia produceri szekciójának tagja.
- A Magyar Producerek Szövetsége alapító tagja.